# Frederik van Bronckhorst

Stamwapen

heerlijkheid Borculo

Frederik van Bronckhorst, Borculo en Steenderen (4 september 1456 - 20 mei 1508) was heer van Bronckhorst, van Borculo en van Steenderen 1489-1508. Hij was een zoon van Otto van Bronckhorst en Borculo en Elisabeth van Nassau-Beilstein, dochter van Johan I van Nassau-Beilstein en Mechtild van Isenburg-Grenzau.

## Heerlijkheid Borculo
Frederik werd in 1489 de vijfde heer van Borculo uit het geslacht Bronckhorst. Hij verkreeg de heerlijkheid na het overlijden van zijn broer Gijsbert VII van Bronckhorst. In 1490 werd hij door de bisschop van Münster met Borculo beleend en werd daardoor heer van Borculo. In 1505 loopt Frederik over naar het Habsburgse kamp en krijgt daarvoor de hoge heerlijkheid in het kerspel Steenderen.

## Huwelijk en kinderen
Frederik trouwde in 1492 met Mechteld van den Bergh, dochter van de machtige en invloedrijke graaf Oswald I van den Bergh.
Frederik en Mechteld hebben een zoon en een dochter:
- Joost van Bronckhorst-Borculo
- Anna van Bronckhorst-Borculo (ca. 1495-voor 1542). Zij trouwde met Gumprecht II van Nieuwenaar-Alpen (omstreeks 1503 - 21 mei 1556).

## Zegel
Frederik van Bronckhorst zegelt op 23 april 1494 - 18 augustus 1494 - 20 juni 1499 en 17 februari 1519: rechts wapenschild met omgewende klimmende leeuw, links wapenschild met 3 bollen. Gewende traliehelm met twee klauwen, ieder een bol houdend.